# Igreja Evangélica Presbiteriana do Peru
A Igreja Evangélica Presbiteriana do Peru (em espanhol Iglesia Evangélica Presbiteriana del Peru) (IEPP) é uma denominação reformada organizada no Peru a partir de missões da Igreja Livre da Escócia. Em 1995 a denominação se uniu à Igreja  Presbiteriana Nacional do Peru para formar a atual Igreja Evangélica Presbiteriana e Reformada no Peru. Todavia, uma ano depois, parte dos presbitérios saiu da denominação resultante da fusão, reconstituindo a IEPP.

## História do Presbiterianismo no Peru

### Igreja Evangélica Presbiteriana do Peru
Em 1915 John A. Mackay, missionário da Igreja Livre da Escócia, chegou ao Peru e fundou o Colégio San Andrés Anglo-Peruano. Em 1921 Calvin Mackay, outro missionário escocês, chegou em Lima vindo a mudar-se posteriormente para Cajamarca iniciando ali uma trabalho missionário. Vários trabalhos sociais como na área de saúde, agricultura, artesanato, irrigação e alfabetizxação foram desenvolvidos pelos missionários no país.
Em 1922 Annie Soper e Gould Rhoda, enfermeiros missionários, professores na Clínica Anglo-Americana foram para Moyobamba onde também desenvolveu-se posteriormente uma igreja presbiteriana.
Somente em 1936 a primeira igreja foi construída com 600 membros. Já em 1963 foi realizada a primeira Assembleia Geral com 5 presbitérios, formados e 3.000 membros, usando apenas o espanhol. Esta denominações recebeu o nome Igreja Evangélica Presbiteriana do Peru (IEPP).

### Igreja  Presbiteriana Nacional do Peru
Outra igreja presbiteriana foi plantada no Peru em 1936, desta vez por  Alonso D. Hitchcock, missionário estadunidense, que posteriormente estiveram na jurisdição da Igreja Presbiteriana Bíblica, na área de Ayacucho. Uma equipe sob a liderança de Homer Emerson, juntamente com Florencio Segura, Simon Izarra, Rafael Yupanqui, Fernando Quicana, e Romulo Saune, empenhou-se na tarefa de traduzir a Bíblia para o quíchua. A igreja realizou sua primeira Assembleia Geral em 1970 e em 1983 tinha aproximadamente 8.000 membros, organizada em 2 sínodos e 11 presbitérios, usando tanto o espanhol quanto o quíchua. Esta denominação recebeu o nome "Igreja  Presbiteriana Nacional do Peru" (IPNP).

### Igreja Evangélica Presbiteriana e Reformada no Peru
Na década de 1980 as duas denominações começaram a negociar a unificação, que se deu em Janeiro de 1995. A fusão deu origem a atual Igreja Evangélica Presbiteriana e Reformada no Peru.

### Reconstituição
Um ano após a fusão, em 1996, alguns dos presbitérios da Igreja Evangélica Presbiteriana e Reformada no Peru se separaram e reconstituíram a "Igreja Evangélica Presbiteriana do Peru" (IEPP). 
Nos anos seguintes, a denominação cresceu, sendo formada em 2023 por 15 igrejas e 3 presbitérios. A denominação administra escolas cristãs e um seminário.

## Doutrina
A IEPP tem uma doutrina confessional, conservadora, calvinista e evangélica. A denominação subscreve a Confissão de Fé de Westminster, Breve Catecismo de Westminster e Catecismo Maior de Westminster.

## Relações intereclesiárias
A denominação é membro do Conselho Evangélico Nacional do Peru.
A Igreja é membro da Fraternidade Latino-Americana de Igrejas Reformadas. e já foi membro da Fraternidade Reformada Mundial.
A partir de 2020, se candidatou para ingressar na Conferência Internacional das Igrejas Reformadas.
Além disso, possui "relacionamento correspondente" com a Igreja Presbiteriana Ortodoxa.